# Nördlicher Riesenmausmaki
Der Nördliche oder Kleine Riesenmausmaki (Mirza zaza) ist eine Primatenart aus der Gruppe der Lemuren. Dass es sich bei ihm um eine vom Südlichen Riesenmausmaki (M. coquereli) zu unterscheidende eigenständige Art handelt, wurde erst im Jahr 2005 von Forschern des Deutschen Primatenzentrums (DPZ) und der Georg-August-Universität Göttingen erkannt. Das Art-Epitheton zaza ist das Malagasy-Wort für „Kinder“ und wurde gewählt, weil die Art die kleinere der beiden Riesenmausmakis ist. Außerdem soll damit die Verantwortung der Generation der jetzigen Kinder für den Erhalt der madagassischen Fauna für künftige Generationen betont werden.

## Merkmale
Nördliche Riesenmausmakis erreichen eine Kopf-Rumpf-Länge von 23 bis 27 Zentimetern und eine Schwanzlänge von 26 bis 29 Zentimetern. Ihr Gewicht beträgt 265 bis 320 Gramm, sie sind damit etwas kleiner als ihre südlichen Verwandten und haben einen kürzeren Schwanz (31 bis 32 cm bei M. coquereli). Ihr kurzes Fell ist an der Oberseite und am Kopf graubraun gefärbt, manchmal etwas ins Rötliche gehend, die Unterseite ist eher grau. Der lange, buschige Schwanz wird zur Spitze hin dunkler. Der Kopf ist rundlich, die Augen sind relativ groß, die Ohren sind kürzer, mehr abgerundet und deutlich kleiner als bei ihren südlichen Verwandten.

## Verbreitung und Lebensraum

Verbreitungsgebiet (rot)

Nördliche Riesenmausmakis kommen wie alle Lemuren nur auf der Insel Madagaskar vor, wo sie die nordwestlichen Landesteile bewohnen. Die genauen Grenzen ihres Verbreitungsgebietes sind nicht bekannt, es erstreckt sich von der Ampasindava-Halbinsel über die Region Sambirano möglicherweise bis in den Nationalpark Tsingy de Namoroka. Ihr Lebensraum sind vorwiegend Trockenwälder, daneben subhumide Wäldern und Galeriewälder, manchmal sind sie auch in alten Bananenplantagen und in Cashewplantagen zu finden.

## Lebensweise
Diese Primaten sind nachtaktiv. Tagsüber schlafen sie zu mehreren in selbstgebauten Nestern aus Zweigen und Blättern, in der Nacht begeben sie sich allein auf Nahrungssuche, wobei sie sich vorwiegend auf allen vieren durch das Geäst fortbewegen. Im Gegensatz zu den Südlichen Riesenmausmakis sind sie gesellige Tiere, oft schlafen zwei bis acht Tiere gemeinsam in einem Nest. Die kugeligen Nesten haben einen Durchmesser von bis zu einem halben Meter und werden hoch in großen, dicht mit Lianen behängten Bäumen (höher als 16 m und ab 30 cm Stammdurchmesser), in Stammnähe, wenige Meter unterhalb der Baumspitze aus Ästen, Zweigen, verschlungenen Lianen und Blättern errichtet. Dabei achten die Tiere darauf, dass die Nester gut vom Blätterdach überdeckt sind, besonders in der Trockenzeit. Am häufigsten werden Nördliche Riesenmausmakis in Höhen von 5 bis 10 Metern über dem Erdboden beobachtet, sie nutzen jedoch das gesamte Höhenprofil der Bäume und gehen auch auf den Boden. Nördliche Riesenmausmakis sind Allesfresser, die sich von Früchte, Blüten, Knospen, anderen Pflanzenteilen, Pflanzensäften, Honigtau (besonders der von Schmetterlingszikaden (Flatidae)) und auch Kleintieren wie Insekten, Spinnen, Fröschen, sowie kleinen Chamäleons und Vögeln ernähren. In einigen Gegenden sind Cashewnüsse eine wichtige Nahrung während der von Juni bis Juli dauernden Trockenzeit.
Auch in der Fortpflanzung gibt es Unterschiede zu den südlichen Verwandten. Die Paarung erfolgt teilweise schon im Juli oder August und damit einige Monate früher als beim Südlichen Riesenmausmaki und die Art dürfte promiskuitiver sein. Ein Indiz dafür sind auch die großen Hoden der Männchen, die bis zu 5,5 % ihres Körpergewichtes ausmachen und die in Relation zur Körpergröße die größten aller Primaten sind. Normalerweise werden Zwillinge geboren, hin und wieder auch Drillinge. Der Abstand zwischen zwei Geburten beträgt etwa ein Jahr.

## Gefährdung
Innerhalb des gesamten Verbreitungsgebiets des Nördlichen Riesenmausmakis sind nur kleine Bereiche tatsächlich von der Art besiedelt. Das Gebiet, in dem die Art tatsächlich vorkommt ist weniger als 2000 km² groß, stark fragmentiert und die kleinsten dieser Waldfragmente zu klein für eine langfristig lebensfähige Population. Die Trockenwälder in diesem Gebiet sind von 1975 bis 2000 um 40 % zurückgegangen. Im verbliebenen Lebensraum kommt die Art aber in einer sehr hohen Dichte von 385 bis über 1000 Exemplaren/km² vor. Dies liegt wahrscheinlich vor allem am guten Nahrungsangebot durch die vom Menschen eingeführten Mango- und Kaschubäume. Die IUCN listet die Art als „stark gefährdet“ (Endangered).